# Kassiël Gerrits

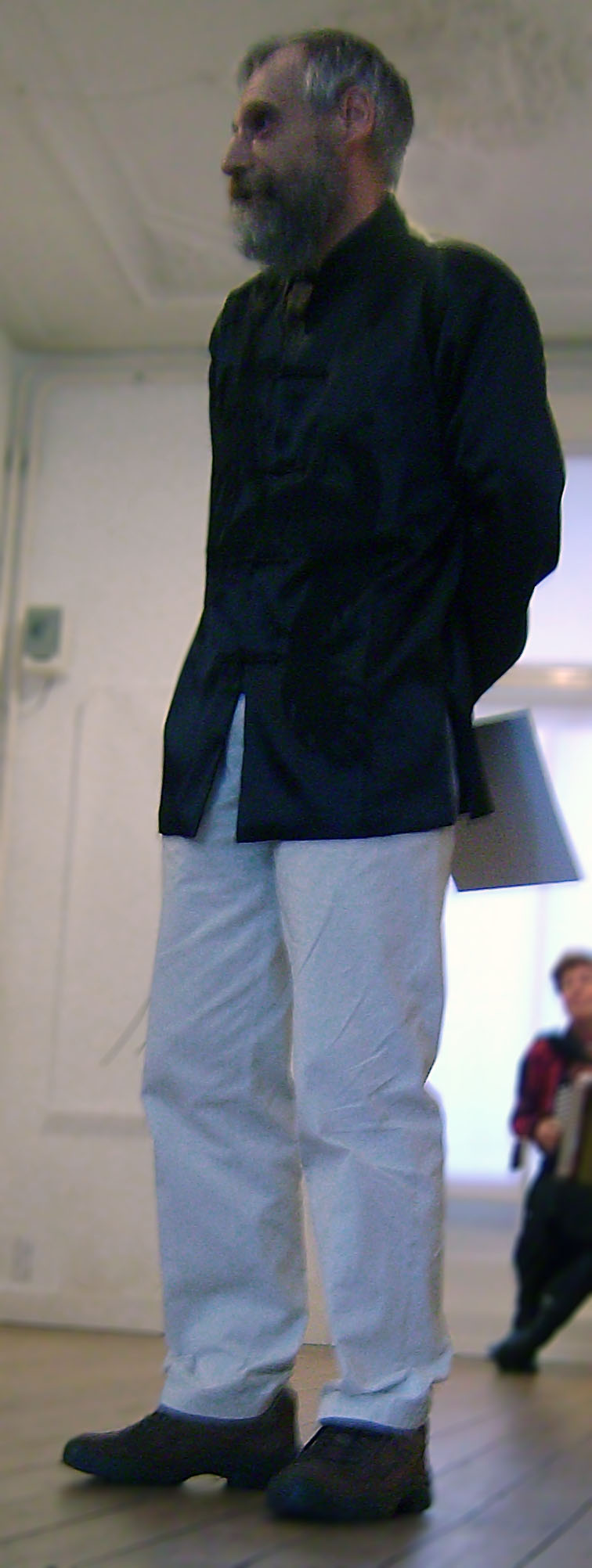
Kassiël Gerrits

Kassiël Gerrits (Arnhem, 18 april 1950) is een Nederlands kunstenaar.
Gerrits volgde van 1975 tot 1980 een avondopleiding schilderen, tekenen en grafische technieken aan de Academie voor beeldende kunsten in Arnhem, de tegenwoordige ArtEZ Academie voor beeldende kunsten. Overdag werkte hij op een biologisch-dynamische tuinderij in Millingen aan de Rijn. In 1988 was hij gastdocent aan de Noorse Kunstacademie van Trondheim.
Sinds 1979 maakt Gerrits studiereizen naar onder meer Frankrijk, Spanje, Portugal, Brazilië en Madagaskar. Zijn aandacht gaat daarbij veelal uit naar rotstekeningen. Als mogelijk verplaatst Gerrits zich bij deze reizen per fiets. Zo verbaasde hij in 1996 Norbert Nobis, curator bij het Sprengel-Museum in Hannover, door na een afspraak dat hij aan Nobis zijn werk zou komen laten zien vanuit zijn woonplaats Arnhem niet per auto of trein maar per fiets naar Hannover af te reizen.
Gerrits werkt sinds 1988 vooral met houtsneden. Deze techniek wordt door weinig westerse kunstenaars toegepast. Gerrits geldt op dit gebied als een meester. Zijn werk, waarin hij voornamelijk gebruikmaakt van lijnen en vlakken, laat zich kenschetsen als beheerst en rustgevend. Zijn studiereizen richten zich de laatste jaren met name op China, uit interesse voor de kunst van het papiermaken en voor de Chinese houtsnijkunst. Zelf noemt hij zich overigens geen kunstenaar, maar een prentenmaker.
Naast de beeldende kunst hield Gerrits zich ook bezig met het gedrag en geluid van wolven in verschillende landen, en restaureert en bespeelt hij Europese doedelzakken.
Werk van Gerrits bevindt zich onder meer in het Kunstmuset in Trondheim, de Nijmeegse Commanderie van Sint Jan, het Sprengel-Museum in Hannover en het Museum Schloss Moyland in Till-Moyland.

## Voetnoten
1. ↑  Kassiël Gerrits, Houtsneden. Van Reekum Museum, 1997